# Prkénka
Prkénka je zaniklá usedlost v Praze 10-Vinohradech, která se nacházela mezi ulicemi Francouzská a Rybalkova. Její pozemky se rozkládaly severně až k ulici Moravská.

## Historie
Polnosti dvora měly výměru 23 strychů. Stavení zde stálo již před rokem 1785 a v Tereziánském katastru jsou uvedeni majitelé vinice s usedlostí Karel a Dorota Kottmannovi.
Koncem 18. století držel Prkénku pražský měšťan Jakub Zubert s chotí Kateřinou. Zubert prodal vinici baronu Wimmerovi, který později odkoupil od vdovy Kateřiny i usedlost. Kolem roku 1843 zde bývala kovárna a kolářství.
Od poloviny 19. století budova chátrala a do roku 1888 byla zbořena.